# گئورگ گرین
گئورگ گرین (انگلیسی: Georg Gehring; ۱۴ نوامبر ۱۹۰۳ – ۳۱ اکتبر ۱۹۴۳) کشتی‌گیر اهل آلمان بود.